# London Borough of Lambeth
London Borough of Lambeth är den största av de 13 boroughs som utgör Inre London. Befolkningen uppgår till cirka 315 000 invånare (2022) och 54 % av dem är etniskt brittiska.[källa behövs] Uppskattningsvis talas 132 olika språk, störst efter engelska är yoruba och portugisiska.
Lambeth består av fem stadscentrum: North Lambeth, Streatham, Clapham & Stockwell, Upper Norwood och Brixton. Dessa fem har egna områdeskommittéer som tar beslut på lokal nivå.
Här finns bland annat Lambethpalatset, London Eye, Imperial War Museum, Waterloo Station med Eurotunneltågen till Paris, Royal Festival Hall och National Film Theatre.

## Distrikt
Distrikt som helt eller delvis ligger i Lambeth.
- Brixton
- Clapham
- Gipsy Hill
- Herne Hill
- Kennington
- Lambeth
- Stockwell
- Streatham
- Tulse Hill
- Vauxhall
- West Norwood